# Foodle
Un Foodle es un cruce de razas de perros entre el Fox terrier y el Caniche (en inglés "Poodle").

## Características
Este cruce híbrido es reconocido por el club híbrido canino americano. No todos estos perros híbridos criados son 50% puros de crianza. Es muy común que los criadores realicen cruzamientos multigeneraciones. Híbrido quiere decir mezcla de dos perros de raza pura, en este caso el fox terrier y el poodle. 
Existen múltiples voces críticas acerca de este tipo de cruces realizados con el propósito de abastecer modas pasajeras sin ninguna función zootécnica.
La mejor manera de tener una aproximación del tipo de temperamento que presenta una raza híbrida podría ser analizando el carácter de las razas empleadas en el cruce.